# Блинов, Иван Емельянович
Блинов Иван Емельянович (январь 1888, Полтавская область — 8 февраля 1945, Москва) — российский железнодорожник и советский профсоюзный и хозяйственный деятель. Участник Гражданской войны и борьбы за власть Советов на Криворожье.

## Биография
Родился в январе 1888 года на территории нынешней Полтавской области.
В 1905 году окончил Долгинцевское железнодорожное училище, с 1905 года — слесарь паровозного депо станции Долгинцево. Член Долгинцевского социал-демократического кружка, участник революционных событий 1905 года в Долгинцево, один из организаторов забастовки, подвергался арестам. Член РСДРП с 1905 года.
В 1915—1917 годах — помощник машиниста паровозного депо станции Дно Московской железной дороги. Бывал в революционном Петрограде.
В августе 1917 года вернулся в Долгинцево. После Февральской революции 1917 года — организатор и руководитель Долгинцевской организации большевиков, член исполкома профсоюза железнодорожников Долгинцевского железнодорожного узла, в конце 1917 года — член Долгинцевского ревкома. В 1919 году участвовал в борьбе против григорьевщины и деникинщины на Криворожье.
Участник гражданской войны в составе 12-й армии, участник Южного похода частей 12-й армии.
В 1918—1919 годах работал машинистом паровоза на Самарской железной дороге.
С января 1920 года — секретарь политического отдела Долгинцевского железнодорожного узла.
После Гражданской войны — на руководящих профсоюзных должностях в Екатеринославе, Харькове, Москве. С 1934 года — на хозяйственных должностях. Помощник директора Института физики Академии наук СССР, Института истории Академии наук СССР.
Участник Великой Отечественной войны в составе народного ополчения, защищал Москву. В 1941—1945 годах — руководитель оборонного предприятия, заместитель директора библиотеки Академии наук СССР.
Умер 8 февраля 1945 года в Москве.

## Память
- Именем была названа улица в Кривом Роге[1].